# Фламінго андійський
Фламінго андійський (Phoenicoparrus andinus) — це вид фламінго, що проживає в Андах — у гірських районах півдня Перу, Болівії, півночі Чилі і північно-західної Аргентини. Довжина тіла 110—120 см. Цей вид філогенетичного пов'язаний із фламінго Джеймса, розмір яких набагато менший.
Андський фламінго, як і інші представники ряду, має рожеве оперення. Від своїх родичів він відрізняється світло-жовтим кольором ніг.

## Чисельність
За результатами обліків, здійснених у 2010, чисельність виду становить 38000 особин. Протягом 1997—2010 популяція є стабільною.